# Ван ден Хогенбанд, Питер
Питер Корнелис Мартейн ван ден Хогенбанд (нидерл. Pieter Cornelis Martijn van den Hoogenband, МФА: [ˈpitər kɔrˈneːlɪs mɑrˈtɛin vɑndɛnˈɦoːɣə(n)bɑnt], фамилия часто некорректно транслитерируется как Хугенбанд, род. 14 марта 1978; Маастрихт) — нидерландский пловец, трёхкратный олимпийский чемпион, чемпион мира, 18-кратный чемпион Европы. Дважды являлся рекордсменом мира на дистанциях 100 и 200 метров вольным стилем. В 2000 году признавался лучшим пловцом года в мире, трижды, в 1999, 2000 и 2004 годах, признавался лучшим спортсменом Нидерландов. Участник четырёх Олимпийских игр. Спортивные прозвища — «Голландский дельфин», ВДХ (VDH), «Хоги».
Родился 14 марта 1978 года в городе Маастрихт в спортивной семье. Плаванием начал заниматься в раннем детстве. В 1996 году отправился на первые для себя Олимпийские игры в 19-летнем возрасте, где занял четвёртые места в заплывах на 100 и 200 метров вольным стилем. В 1999 году становится чемпионом мира, в этом же году он выиграл шесть золотых наград на чемпионате Европы. На Олимпийских играх 2000 года он был одним из фаворитов и вернулся с Игр в ранге двукратного олимпийского чемпиона, выиграв заплывы на 100 и 200 метров вольным стилем. В интервале между Олимпийскими играми 2000 и 2004 года ван ден Хогенбанд выиграл 7 серебряных медалей чемпионатов мира и ещё трижды стал чемпионом Европы. На Олимпиаде 2004 года выиграл золотую награду в заплыве на 100 метров вольным стилем. На Олимпийские игры 2008 года ван ден Хогенбанд отправился в ранге ветерана и занял пятое место в заплыве на 100 метров вольным стилем, параллельно установив новый национальный рекорд Нидерландов в этой плавательной дисциплине.